# 23718 Horgos
23718 Horgos este un asteroid din centura principală de asteroizi, denumit după localitatea Horgoș din Banat.

## Descriere
23718 Horgos este un asteroid din centura principală de asteroizi. A fost descoperit pe 2 aprilie 1998 la Piszkesteto de Krisztián Sárneczky și László L. Kiss. Asteroidul prezintă o orbită caracterizată de o semiaxă mare de 2,57 ua, o excentricitate de 0,19 și o înclinație de 1,4° în raport cu ecliptica.